# 라팽 아질
라팽 아질은 대한민국의 2인조 혼성 음악 그룹이다. 2015년 EP 앨범 [그대 내 품에]로 데뷔했다.

## 음반
- 그대 내 품에 (2015)
- 라팽아질풍덕 (2017)

## 공연
- ‘문화가 있는 날’ 도심 속에서 즐기는 봄날의 재즈 음악회 (2016)